# Stacey Travis
Stacey Travis (Dallas, 29 de agosto de 1966) es una actriz estadounidense. Ha actuado en varias películas, incluyendo Earth Girls Are Easy, Hardware, The Super, Traffic y Ghost World. Travis también actuó en la serie cómica de TV Just Say Julie desde 1989 hasta 1992, donde interpretó una variedad de personajes. También participó en la serie de 1998 The Love Boat: The Next Wave como la directora Suzanne Zimmerman.
Travis apareció como actriz invitada en varios programas de televisión, incluyendo ER, Desperate Housewives y Picket Fences. También actuó en la serie Highlander, donde interpretó a Renee Delay en los episodios de la segunda temporada "Unholy Alliance" parte 1 y parte 2 y regresó en la cuarta temporada en el episodio "Double Jeopardy".
Su hermano es el actor y comediante Greg Travis.

## Filmografía
- Deep Dark Canyon (2012)
- A Christmas Story 2 (2012, directamente para video)
- Random Encounters (2012)
- Son of Morning (2011)
- Satin (2011)
- A Talent for Trouble (2011)
- Easy A (2010)
- The Great Buck Howard (2008)
- Art School Confidential (2006)
- Jack Satin (2005)
- Fun with Dick and Jane (2005)
- Two Days (2003)
- Ghost World (2001)
- Bandits (2001)
- Traffic (2000)
- Mystery Men (1999)
- Playing God (1997)
- Caroline at Midnight (1994)
- Only the Strong (1993)
- Dracula Rising (1993)
- The Super (1991)
- Hardware (1990)
- Earth Girls Are Easy (1988)
- Doctor Hackenstein (1988)
- Phantasm II (1988)